# Tumblr
Tumblr is een microblogging-systeem en sociaalnetwerksite, in 2006 ontwikkeld door David Karp en Marco Arment. De website stelt gebruikers in staat om tekst, stilstaande en bewegende beelden, citaten, links en geluidsopnamen in een 'tumblrlog' openbaar te maken. Gebruikers kunnen blogs van andere gebruikers volgen. Een groot deel van de functies van de website is toegankelijk vanaf het "dashboard", waar de inhoud en berichten van de gevolgde blogs gebundeld verschijnen.

## Geschiedenis
Het bedrijf Tumblr Inc. is begin 2007 opgericht, en in mei 2013 werd de site overgenomen door Yahoo! voor een prijs van 1,1 miljard dollar. Toen Yahoo! werd overgenomen door Verizon in 2017 kwam het platform ook in hun handen. In december 2018 werd alle pornografie en naaktheid verboden op het platform, dit als reactie op het aantreffen van kinderporno. In augustus 2019 werd het platform overgenomen door Automattic, het moederbedrijf van onder andere het blogplatform WordPress, voor minder dan 20 miljoen dollar.

## Functies
Geregistreerden, ook wel Tumblrs genoemd, kunnen de bijdragen van anderen bewerken (re-bloggen), overnemen, of als favoriet aanmerken. Men kan andere bloggers volgen zodat bijdragen in het dashboard zichtbaar zijn. Dit komt ook bekendheid van eigen werk ten goede. Tumblr biedt gebruikers de mogelijkheid om tijdens het surfen op internet met een enkele 'druk op de knop', of via e-mail, inhoud van het Tumblr-blog te publiceren. Tumblr is een van de snelstgroeiende blogsites.

## Controversie
Haast iedere verandering die sinds de oprichting aan Tumblr werd gemaakt, werd door gebruikers met minachting onthaald.
Zo was een gevolg van de verbanning van pornografie een grote migratie naar Twitter door gebruikers uit bepaalde communities en fandoms.
Ook werd er slecht gereageerd op de verandering van de achtergrondkleur van het dashboard, wat later gecorrigeerd zou worden door gebruikers de optie te geven een eigen kleurenthema te kiezen.